# 팽창식 사이클

완전 팽창식 사이클의 모식도. 노즐과 연소실로부터 열을 받은 추진제로 터보펌프를 구동시킨다

팽창식 사이클(Expander cycle), 익스팬더 사이클은 로켓엔진 동작 사이클 중 하나다.

## 특징
연소 전의 추진제 중 연료를 고온의 연소실이나 노즐 주변에 순환시켜 열교환으로 에너지를 받아 가스화된 연료로 터보펌프를 구동시킨다. 터보펌프를 구동시킨 뒤 연료는 주연소실로 보내져 산화제와 함께 연소된다. 시동시 출력으로 터보펌프가 구동되어 연료와 산화제는 펌프에 의해 승압되어 연소실로 보내진다. 완전 팽창식 사이클(클로즈 사이클)에서는 터빈 구동 후의 연료는 산화제와 함께 연소실로 분사되어 연소시켜 추진제를 효율적으로 사용된다. 팽창식 블리드 사이클(오픈 사이클)의 경우 터빈 구동 후의 연료는 별도로 배기된다. 팽창식 블리드 사이클에서는 터빈 구동용으로 가열되는 것은 연료의 일부 뿐이다.
액체로부터 기체로의 상변화를 수반하기 때문에 팽창식 사이클에서의 추력은 제곱 세제곱의 법칙을 따른다. 추력 증대를 위해 벨형 노즐을 대형화하면 (연료를 팽창시키기 위한 열도 추출하고 있는)노즐의 표면적은 직경의 제곱에 비례해서 증가한다. 그러나 가열해야 하는 연료의 체적은 세제곱으로 비례한다. 때문에 엔진의 최대 추력 규모는 약 300kN 정도로 그 이상은 노즐의 개구부를 크게 해도 연료펌프의 터빈을 구동시키기 위해 필요한 연료를 충분히 가열시킬 수 없다. 일부의 연료를 터빈이나 연소실의 냉각 용도로 쓰지 않고 직접 주연소실에 분사하는 바이패스 팽창식 사이클에서는 보다 높은 추력을 얻을 수 있다. 리니어 에어로스파이크 엔진에서는 직선 형태의 엔진의 형태에 따라 제곱 세제곱의 법칙을 피할 수 있어, 엔진의 폭이 늘어나면 가열할 연료의 체적을 받아들이는 열에너지도 비례해서 늘어나기 때문에 원하는 규모의 엔진을 만들 수 있다. 모든 팽창식 사이클 엔진은 액체수소나 액체메탄이나 액체프로판처럼 끓는점이 낮고 기화가 용이한 저온 연료 사용(Cryogenic fuel)이 필요해진다.
몇몇 팽창식 사이클 엔진에서는 터빈의 시동과 연소실이나 노즐 스커트의 열이 충분히 얻어질 때까지 가스발생기를 사용하는 경우도 있다.
대표적인 팽창식 사이클 로켓엔진으로서는 프랫 앤 휘트니의 RL-10이나 RL-60, 아리안 V의 상단용인 Vinci등을 들 수 있다.

## 팽창식 블리드 사이클

팽창식 블리드 사이클의 모식도. 노즐과 연소실로부터 열을 받은 추진제로 터보펌프를 구동시키며, 구동에 사용된 추진제는 그대로 배출된다.

일본의 액체수소/액체산소 상단 엔진인 LE-5A/LE-5B에서는 팽창식 블리드 사이클을 채용하고 있다. 팽창식 블리드 사이클에서는 연소압을 올리기 어려운 팽창식 사이클의 단점이 어느정도 해소되어, 추력 향상이 비교적 용이하다. 즉 터빈 배기가 주연소실 연소압의 영향을 받지 않아 배압(背壓)의 문제가 적기 때문에 터보펌프의 고출력화가 쉽고 주연소실 내에 터빈 배기를 넣지 않기 때문에 이쪽도 고압화하기 쉽다. 풀 팽창식 사이클과 비교해서 추력을 높이기 쉽지만 터빈 구동용 연료가 추력에 기여하지 않기 때문에 추진제 효율은 떨어진다. 터빈 펌프 구동용 연료를 고려해도 연소압 향상에 따른 효율향상의 효과가 커서 팽창식 블리드 사이클의 효율은 팽창식 사이클의 그것을 웃돈다. 또 구조가 간단해서 엔진 시동시의 제어도 다단 연소 사이클에 비해 상대적으로 용이하다. 단 터보펌프를 구동하는 수소 가스의 온도 상승을 열교환에만 의지하고 있기 때문에 다른 사이클에 비해 고추력 엔진에 적합하지 않은 것은 풀 팽창식 사이클과 마찬가지다.

## 사용례
팽창식 연소 사이클을 사용한 엔진
- 프랫 앤 휘트니 RL-10
- 프랫 앤 휘트니 RL-60
- RD-0146
- Vinci
- HIPEX

팽창식 연소 사이클을 사용한 엔진을 탑재한 발사체
- 새턴 1
- DC-X
- 아리안 5 ECB
- HIMES

익스팬더 블리드 사이클 엔진
- 미쓰비시 중공업 LE-5A
- 미쓰비시 중공업 LE-5B
- 미쓰비시 중공업/로켓다인 MB-35
- 미쓰비시 중공업/로켓다인 MB-60
- 미쓰비시 중공업 LE-9

익스팬더 블리드 사이클 엔진을 탑재한 발사체
- H-II/H-IIA
- H3(예정)
- 델타 IV(예정)

## 같이 보기
- 가압식 사이클
- 터보펌프식 사이클
  - 단계식 연소 사이클
  - 가스발생기 사이클
  - 팽창식 사이클